# Compton (Illinois)
Compton es una villa ubicada en el condado de Lee en el estado estadounidense de Illinois. En el Censo de 2010 tenía una población de 303 habitantes y una densidad poblacional de 709,02 personas por km².

## Geografía
Compton se encuentra ubicada en las coordenadas 41°41′39″N 89°5′10″O / 41.69417, -89.08611. Según la Oficina del Censo de los Estados Unidos, Compton tiene una superficie total de 0.43 km², de la cual 0.43 km² corresponden a tierra firme y (0%) 0 km² es agua.

## Demografía
Según el censo de 2010, había 303 personas residiendo en Compton. La densidad de población era de 709,02 hab./km². De los 303 habitantes, Compton estaba compuesto por el 96.04% blancos, el 0.33% eran afroamericanos, el 0.33% eran amerindios, el 0% eran asiáticos, el 0% eran isleños del Pacífico, el 0% eran de otras razas y el 3.3% pertenecían a dos o más razas. Del total de la población el 4.29% eran hispanos o latinos de cualquier raza.